# Цвинтарі Дніпра
Цвинтарі Дніпра.
У Дніпрі нараховується 46 цвинтарів, з них 7 знаходяться в комунальній власності міста і обслуговуються КП «Ритуальна служба», решта — районними виконавчими комітетами. Їх загальна площа майже 380 га. Діючи міські цвинтарі на початок 2010 року:
- Запорізький
- Західний
- Діївка-2
- Краснопільський
- Лівобережний
- Нова Ігрень
- Сурско-Литовський

інші — меморіальні та закриті, наприклад:
- Севастопольський
- Катерининський